# Maurice Drouot
Pour les articles homonymes, voir Drouot (homonymie).
Maurice Drouot est un avocat et un homme politique français né le 12 février 1876 à Velesmes-Échevanne et décédé le 4 juin 1959 à Gray, dans la Haute-Saône.

## Biographie
Établi comme avocat à Gray, il se comporte vaillamment pendant la Première Guerre mondiale. Ancien adhérent de la Fédération des gauches, il entre dans la politique active en octobre 1928, en se présentant, sous les couleurs de l'Alliance démocratique, le grand parti libéral et modéré de la Troisième République, à une élection législative partielle consécutive à l'invalidation du député républicain-socialiste élu quelques mois plus tôt.
Élu, il rejoint le groupe parlementaire des Républicains de gauche. Battu en 1932 par celui qu'il avait affronté en 1928, il regagne son siège en 1936, et s'inscrit au nouveau groupe unifié de l'AD, l'Alliance des républicains de gauche et des radicaux indépendants.
À la Chambre des députés, il se montre un parlementaire très actif ; il joue notamment un rôle important dans la déchéance des députés communistes survenue en 1940. La même année, il approuve le vote des pleins pouvoirs au maréchal Pétain. En 1941, il accepte de siéger au Conseil national mis en place par les autorités de Vichy.
Il perd son fils en 1945 dans la campagne d'Allemagne. À la Libération, il fait partie de la petite équipe qui tente de reconstituer l'Alliance démocratique autour de son vieux leader Pierre-Étienne Flandin, et qui négocie les conditions de son adhésion au Rassemblement des gauches républicaines. Il se voit remettre la Légion d'honneur en 1952 avant de s'éteindre en 1959 d'une douloureuse maladie.

## Sources
- « Maurice Drouot », dans le Dictionnaire des parlementaires français (1889-1940), sous la direction de Jean Jolly, PUF, 1960 [détail de l’édition]